# Leptomyxida
A Leptomyxida az Amoebozoa egyik kládja. Fajai többek közt a Flabellula citata, a Flabellula hoguae, a Paraflabellula reniformis, a Rhizamoeba saxonica és a Leptomyxa reticulata.
Hűtötornyok vizében is élhet.

## Történet
Pussard és Pons írták le 1960-ban. Thomas Cavalier-Smith 1993-ban az Adictyozoa alország Neozoa alországága Neosarcodina részalországa Rhizopoda törzse Lobosea osztálya Gymnamoebia alosztályába sorolta.:970, 972
2008-ban egy Gephyramoeba-fajt áthelyeztek Smirnov et al. az ekkor létrehozott Acramoeba nemzetségbe Acramoeba dendroida néven, lehetővé téve a morfológiának megfelelő rRNS-fa kialakítását.
2017-ben 4 nemzetségben 23 fajt soroltak ide, a nemzetségek száma 2019-ben sem változott.
Korábban ide sorolták a Balamuthia mandrillarist is, de molekuláris adatok alapján az Acanthamoeba costellanii közelebbi rokona a Leptomyxida többi fajánál.

## Morfológia
Nincs héja, mozgó alakja lapos kiterjedt vagy hálós és közel hengeres egy állábú állapot közt változik gyors mozgás vagy bizonyos körülmények esetén, és mindig van adhéziós farokszerű szerkezete.

## Életmód
A Leptomyxa mindenevő és fakultatív gombaevő, a B. mandrillaris opportunista fakultatív parazita.

## Életciklus
Általában ivartalanul szaporodik, de vannak ivarosságára utaló vitatott közvetlen bizonyítékok, például a sejtegyesülés, melyet a sejtek különválása vagy többmagvúként való fennmaradása követ. Nem ismert, hogy az egyesülés szakaszcsere könnyítésére van, vagy más a célja, így ezt Lahr et al. nem tekinti az ivarosságot igazoló bizonyítéknak. Hematoxilinnel és eozinnal festhető cisztát képezhet.

## Taxonómia
Taxonómiája 2017-es változata 23 elismert fajt tartalmaz:
- Leptomyxida Pussard et Pons 1976 sensu Page 1987
  - Leptomyxidae Pussard et Pons 1976
    - Leptomyxa Goodey 1915 – 9 faj[5][9][12]

  - Rhizamoebidae Smirnov et al. 2016
    - Rhizamoeba Page 1972 em. Smirnov et al. 2016 – 3 faj[5]

  - Flabellulidae Bovee 1970
    - Flabellula Schaeffer 1926 (része a korábbi Paraflabellula Page et Willumsen 1983) – 10 faj[5]

  - Gephyramoebidae Pussard et Pons 1976
    - Gephyramoeba Goodey 2015 – 1 faj[5]

## Genetika
Aktinalapú elemzések alapján monofiletikus.
A Balamuthia mandrillaris magi genomja 44,2–68 Mbp, mitokondriális genomja 41 656 bp hosszú, GC-tartalma 35,2%, 58 génjéből 33 igazolt fehérje-, 5 feltételezett fehérje-, 18 igazolt tRNS-, 1 feltételezett tRNS-kódoló és 2 rRNS-kódoló. Egyetlen igazolatlan tRNS-kódoló génje feltehetően aszparaginil-tRNS-t kódol. Nincs összevont cox1/cox2 génje. Legalább 2 magi genomvázlat ismert, a 2046-os törzsből származó genom hossza 44,2 Mbp, és nem hiperploid, míg a V039-ből származóé 68 Mbp, és hiperploid.

## Betegségek
Emberben a B. mandrillaris granulómás amőbás encephalitist (GAE) okozhat, mely többnyire halálos, de például antimikrobiális terápiával és indokolt esetben műtéttel gyógyítható. A Balamuthia mandrillaris okozta GAE-t először egy HIV-fertőzött nőben észlelték, aki 24 nappal később elhunyt.
A granulómás amőbás encephalitis gliómához vagy más agytumorokhoz hasonlíthat, és gyakran összetévesztik velük.
A B. mandrillaris kután balamuthiasist is okozhat.

## Fordítás
Ez a szócikk részben vagy egészben  a   Leptomyxida című angol Wikipédia-szócikk ezen változatának fordításán alapul.  Az eredeti cikk szerkesztőit annak laptörténete sorolja fel. Ez a jelzés csupán a megfogalmazás eredetét és a szerzői jogokat jelzi, nem szolgál a cikkben szereplő információk forrásmegjelöléseként.